# حملة السعودية على علماء الإسلام
تشير الحملة السعودية على العلماء المسلمين إلى سلسلة من الإجراءات التي اتخذتها حكومة المملكة العربية السعودية ضد العديد من العلماء والمفكرين الإسلاميين البارزين داخل البلاد. بدأت حملة القمع في أواخر عام 2017 واستمرت حتى يومنا هذا، حيث تم اعتقال وسجن العديد من العلماء، بينما تم منع آخرين من التحدث أو الكتابة.
تتمتع المملكة العربية السعودية بتاريخ طويل في السيطرة على أنشطة العلماء المسلمين والحد منها، وخاصة أولئك الذين يروجون للمعارضة أو يتحدون سلطة الحكومة. في السنوات الأخيرة، كانت هناك العديد من الحالات البارزة التي قامت فيها السلطات السعودية بقمع علماء إسلاميين بارزين، واتهمتهم في كثير من الأحيان بدعم التطرف أو نشر معلومات كاذبة.
ومنذ تتويج محمد بن سلمان، نجل العاهل السعودي سلمان، في يونيو/حزيران 2017، تم اعتقال العشرات من العلماء والأئمة والمتطوعين وأفراد العائلة المالكة. واعتقلت السلطات السعودية العشرات من العلماء الإسلاميين البارزين، من بينهم الشيخ سلمان العودة، والشيخ عوض القرني، والشيخ علي العمري. كانت هذه الاعتقالات جزءًا من حملة قمع أوسع نطاقًا ضد المعارضة ومنتقدي الحكومة، واتُهم العلماء بمجموعة من التهم، بما في ذلك الإرهاب والتحريض ودعم الجماعات المتطرفة.
في عام 2018، اعتقلت الحكومة السعودية أيضًا واحتجزت العديد من الناشطات البارزات في مجال حقوق المرأة، بما في ذلك العديد ممن تحدثوا ضد قوانين الفصل بين الجنسين الصارمة في البلاد. وقد تعرضت هذه الاعتقالات لانتقادات واسعة النطاق من قبل جماعات حقوق الإنسان، التي اتهمت الحكومة بإسكات المعارضة وقمع حقوق الإنسان الأساسية.
بذلت حكومة المملكة العربية السعودية بعض الجهود في السنوات الأخيرة لتخفيف القيود المفروضة على التعبير الديني، وتواصل البلاد فرض رقابة مشددة على أنشطة العلماء المسلمين والشخصيات الدينية الأخرى.

## خلفية
المملكة العربية السعودية دولة ذات أغلبية مسلمة، وقد ادعت حكومتها منذ فترة طويلة أنها الوصي على الحرمين الشريفين في الإسلام، مكة والمدينة. اتبعت البلاد تقليديًا تفسيرًا صارمًا للإسلام السني المعروف باسم الوهابية، والذي يؤكد على الالتزام بالقرآن والحديث، وأقوال محمد (صلى الله عليه وسلم) وأفعاله دون الاعتماد على التفسيرات التقليدية وبدلاً من ذلك اختيار نهج أكثر حرفية.
في إطار رؤية 2030، أدخل ولي العهد السعودي الأمير محمد بن سلمان، المجتمع المحافظ في المملكة العربية السعودية عددًا من الإصلاحات الحديثة على الصعيد الاقتصادي والاجتماعي والديني، بما في ذلك تخفيف القوانين للسماح للمرأة بالعمل والقيادة لأول مرة وحضور التجمعات العامة، فضلاً عن - حرية إقامة الحفلات الموسيقية والترفيهية المختلطة وفتح قاعات السينما.
وفي حديثه لقناة الجزيرة، قال يحيى عسيري، الناشط في مجال حقوق الإنسان من المملكة العربية السعودية في المملكة المتحدة، إن السلطات السعودية تراقب عن كثب أي شخص مؤثر وذو أهمية اجتماعية. وقال إنه حتى أولئك الذين صمتوا أو أولئك الذين باعوا الحكومة وأولئك الذين يقدرون الحكومة وتصرفاتها، لا أحد في مأمن.

## الحملة
وفي سبتمبر/أيلول 2017، اعتقلت الحكومة السعودية عدداً من العلماء والمفكرين البارزين، منهم سلمان العودة، وعوض القرني، وعلي العمري. ويُعرف الشيخ سلمان العودة على نطاق واسع بأنه عالم إسلامي تقدمي، وقد وصفه خبراء الأمم المتحدة بأنه "إصلاحي". في المقابل، يُعرف القرني بأنه داعية وأكاديمي ومؤلف، في حين أن العمري مذيع شعبي. وقد أثار اعتقال هؤلاء الأفراد إدانة شديدة من جانب الأمم المتحدة ومنظمة هيومان رايتس ووتش ومنظمة العفو الدولية.
وعلى مدى الأشهر التالية، تم اعتقال وسجن المزيد من العلماء، ومُنع آخرون من التحدث أو الكتابة. واتهمت الحكومة العلماء بتعزيز الإرهاب ونشر معلومات كاذبة والتحريض على الإخلال بالنظام العام. على سبيل المثال، وجد محمد الحجي، الأكاديمي السعودي المعروف والشخصية المؤثرة على سناب شات، نفسه في عهدة السلطات السعودية. وأشار الخبراء إلى هذا الحادث باعتباره مؤشرا على الإجراءات المكثفة التي اتخذتها الحكومة السعودية ضد المشاركين في وسائل التواصل الاجتماعي. ومن الأمثلة الأخرى سفر الحوالي، وهو عالم بارز ظل محتجزاً لأكثر من 1000 يوم.

## نقد
وقد تعرضت حملة القمع لانتقادات واسعة النطاق من قبل جماعات حقوق الإنسان والعلماء في جميع أنحاء العالم. على سبيل المثال، أعرب يحيى إبراهيم عسيري، وهو معارض سعودي مقيم في المملكة المتحدة ومؤسس مجموعة القسط لحقوق الإنسان، عن أن المملكة العربية السعودية تواصل استهداف الأفراد الذين تعتبرهم منتقدين محتملين، بغض النظر عن الوقت الذي قد يختارون فيه التعبير عن آرائهم.[بحاجة لمصدر]
وكان جمال خاشقجي، الذي كان صحفيًا سعوديًا بارزًا ومعارضًا، قد شجب الاعتقالات العديدة التي دبرتها حكومة ولي العهد في أحد أعمدته الأخيرة في صحيفة واشنطن بوست. كما سلط الضوء على "التشهير العلني بالمثقفين والزعماء الدينيين الذين يجرؤون على التعبير عن آراء تتعارض مع آراء قيادة بلادي".
كما اتهم بعض العلماء الحكومة بالتخلي عن القيم الإسلامية التقليدية لصالح النفعية السياسية، واستخدام سلطتها الدينية لإضفاء الشرعية على سياساتها وقمع المعارضة. وقد أعربت أصوات مختلفة، بما في ذلك خالد بيضون، أستاذ القانون ومؤلف كتاب "الإسلاموفوبيا الأمريكية: فهم الجذور وصعود الخوف"، عن وجهات نظرها. وفي مقال رأي لقناة الجزيرة، نقل بيضون أن "المملكة العربية السعودية لا تمثل الإسلام" ووصف الدولة السعودية بأنها تحكمها قلة مختارة من اليائسين والمتشددين.
كما ساهمت مضاوي الرشيد، الأستاذة الزائرة في مركز الشرق الأوسط للدراسات العربية في كلية لندن للاقتصاد، في المناقشة، حيث كتبت عن التحديات المستمرة التي تواجه المملكة العربية السعودية. وتصف الأمة بأنها تتصارع مع صراع دائم بين قوى الحداثة وقوى التقليدية.

## تفاعلات
وأثارت حملة القمع مخاوف جدية بشأن حرية التعبير والتزام الحكومة بحقوق الإنسان وسيادة القانون.
- منظمة معتقلي الرأي هي منظمة تغرد باسم معتقلي الرأي، وهي منظمة حقوقية تتابع الاعتقالات في المملكة.[15]

- وقد أعربت منظمة العفو الدولية عن قلقها إزاء اعتقال الشيخ سلمان العودة،[16] الذي قد يواجه عقوبة الإعدام مع عالمين آخرين.[17][18][19]

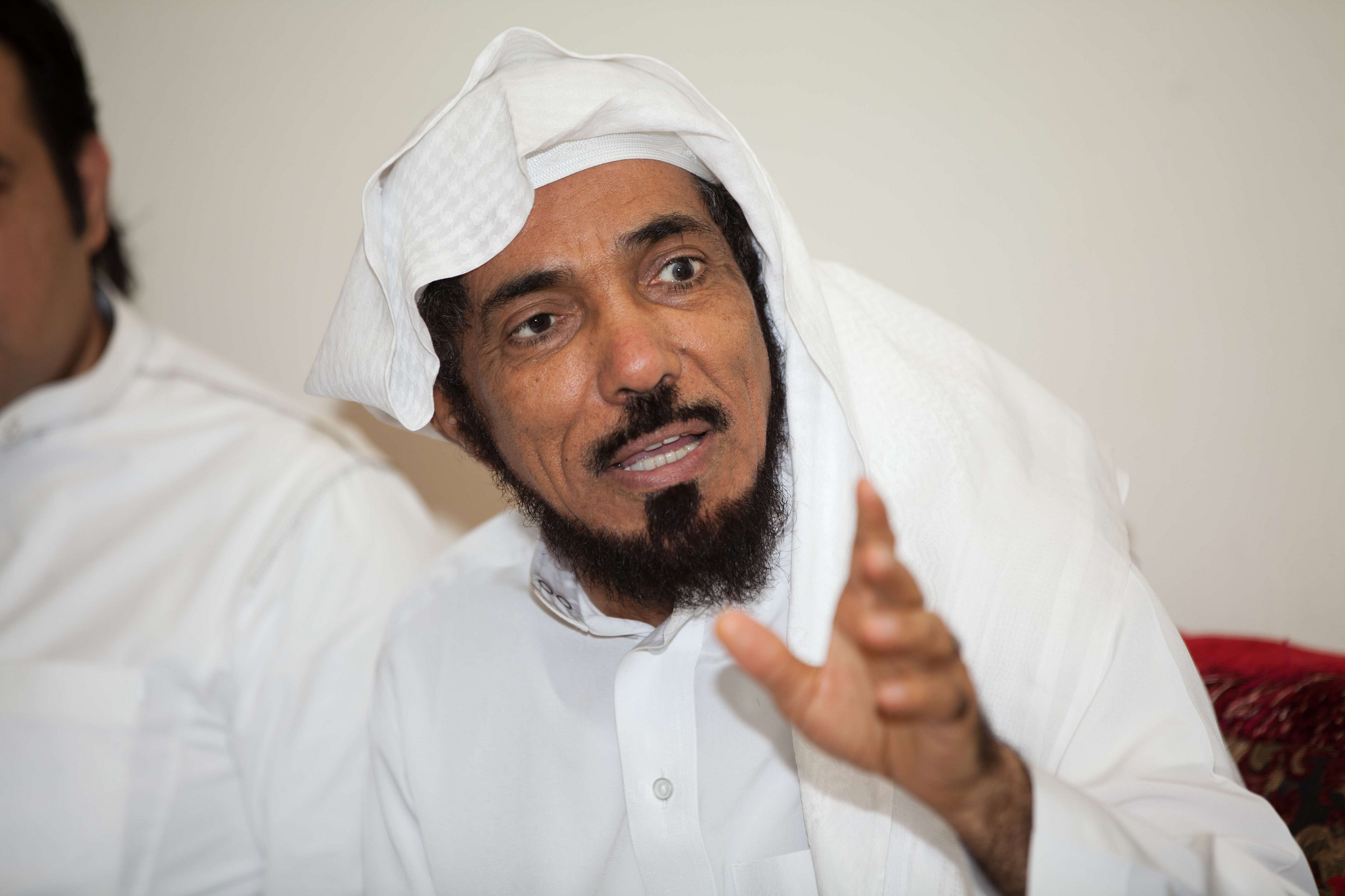
سلمان العودة

## الاعتقالات
| القى القبض         | حالة                        | اتهام                                                                 | المرجع        |
| ------------------ | --------------------------- | --------------------------------------------------------------------- | ------------- |
| إبراهيم السكران    | محتجز                       |                                                                       |               |
| سلمان العودة       | محتجز /مواجهة عقوبة الإعدام | غير مؤكد                                                              | [ 16 ] [ 20 ] |
| صالح آل طالب       | محتجز                       | وانتقد التجمعات العامة المختلطة                                       | [ 21 ]        |
| احمد العماري       | مات/قُتل في الحجز            |                                                                       | [ 22 ]        |
| عمر المقبل         | محتجز                       | انتقد سياسات الهيئة العامة للترفيه                                    | [ 23 ]        |
| سفر الحوالي        | محتجز                       | نشر كتابا تناول العائلة المالكة السعودية الحاكمة العلاقات مع إسرائيل. | [ 24 ]        |
| عبد العزيز الطريفي | محتجز                       | وصف الحكومة السعودية بالمرتدة.                                        | [ 25 ]        |
| فهد القاضي         | مات في السجن                | لكتابة رسالة نصيحة إلى الملك السعودي                                  | [ 26 ]        |
| عبد العزيز الفوزان | محتجز                       | وانتقد اعتقال رجال الدين الآخرين                                      | [ 27 ]        |
| موسى الغنامي       | محتجز                       | غير مؤكد                                                              | [ 28 ]        |
| محمد موسى الشريف   | محتجز                       | غير مؤكد                                                              | [ 29 ]        |